# 12. септембар
12. септембар (12.9) је 255. дан у години по грегоријанском календару (256. у преступној години). До краја године има још 110 дана.

## Догађаји
- 1185 — У побуни у византијском Константинопољу свргнут цар Андроник I Комнин док се на престо попео Исак II Анђео чиме је после нешто више од века владавине свргнута и династија Комнина и замењена новом династијом Анђела.
- 1683 — Пољски краљ Јан III Собјески потукао турску војску и разбио двомесечну другу опсаду Беча, чиме је спречен продор Турске у средњу Европу.
- 1772 — Русија освојила персијску област уз Каспијско море, укључујући град Баку.
- 1801 — Руски цар Александар I Павлович анектирао грузијску краљевину.
- 1848 — Швајцарска усвојила нов Устав којим је постала федерална унија с јаком централном влашћу.
- 1878 — Египатски обелиск познат као „Клеопатрина игла“, направљен од мермера из Асуана око 1475. п. н. е., постављен у Лондону.
- 1890 — Британска Јужноафричка компанија основала град Солзбери који је постао главни град Родезије.
- 1916 — На Кајмакчалану почела офанзива српске војске против Бугара и Немаца у Првом светском рату. Завршена 3. октобра 1916, као прва победа српске војске после повлачења преко Албаније.
- 1919 — Италијански паравојни одреди под командом песника Габријела Д'Анунција су заузели Ријеку.
- 1928 — Почео је шаховски турнир у Бад Кисингену, Немачка.
- 1940 — Тражећи изгубљеног пса, група тинејџера открила пећину Ласко, код места Монтињак у Дордоњи у Француској, чувен археолошки локалитет с цртежима из палеолит
- 1942 — Немачка подморница је торпедовала РМС Лаконију код обале западне Африке, усмртивши око 1650 особа од 2725 путника на броду.
- 1943 — Немачки командоси су ослободили из притвора бившег италијанског диктатора Бенита Мусолинија.
- 1953 — Никита Хрушчов изабран за првог секретара Централног комитета КП СССР.
- 1968 — Албанија саопштила да напушта Варшавски пакт.
- 1970 — Палестински отмичари у Јордану дигли у ваздух три авиона отета шест дана раније, после полетања из Њујорка ка Европи. Претходно ослободили путнике у замену за палестинске затворенике, међу којима отмичара четвртог авиона Лејлу Халид.
- 1974 — Војним пучем свргнут је са власти етиопски цар Хајле Селасије.
- 1980 — У војном пучу под вођством генерала Кенана Еврена у Турској оборена влада Сулејмана Демирела.
- 1989 — У пољском парламенту прихваћена влада једног од лидера покрета Солидарност Тадеуша Мазовјецког, чиме је формално окончана владавина комуниста у Пољској.
- 1994 — У Пољској одржане прве заједничке војне вежбе снага НАТО и бившег Варшавског пакта.
- 1999 — Индонезија прихватила распоређивање мировних снага УН у Источном Тимору.
- 2000 — У експлозији аутомобила који је улетео у подземну гаражу у згради Берзе у Џакарти, 15 људи погинуло, а више десетина повређено.
- 2001 — НАТО се први пут у својој 52 године дугој историји позвао на члан 5. Повеље НАТО о заједничкој одбрани, чиме је створена могућност колективног војног одговора на нападе у САД. У говору нацији, председник САД Џорџ В. Буш рекао да су САД нападнута и да ће искористити сва своја одбрамбена средства како би тероризам био побеђен.
- 2020 — Погубљен познати ирански рвач Навид Афкари због сумњиве смртне пресуде јер је наводно убио полицијскога службеника током антивладиних протеста 2018. године. Помиловање је глобално тражено, а укључио се и председник САД Доналд Трамп и председник УФЦ-а Дејна Вајт.

## Рођења
- 1494 — Франсоа I, француски краљ. (прем. 1547)[1]
- 1852 — Симо Матавуљ, српски књижевник. (прем. 1908)[2]
- 1857 — Мијо Мандић, приповедач и велики буњевачки родољуб и покретач листа „Невен“. (прем. 1945)[3]
- 1860 — Екатерина Велимировић, српска монахиња. (прем. 1945)
- 1876 — Милан Грол, српски политичар, позоришни и књижевни критичар. (прем. 1952)[4]
- 1888 — Морис Шевалије, француски глумац, певач и забављач. (прем. 1972)[5]
- 1902 — Жуселино Кубичек, бразилски политичар, 21. председник Бразила (1956—1961). (прем. 1976)
- 1913 — Џеси Овенс, амерички атлетичар. (прем. 1980)[6]
- 1921 — Вилхелм Тоток, немачки библиотекар, библиограф историје филозофије. (прем. 2017)
- 1931 — Ијан Холм, енглески глумац. (прем. 2020)
- 1931 — Џорџ Џоунс, амерички музичар. (прем. 2013)
- 1932 — Даринка Ђурашковић, српска глумица. (прем. 2003)
- 1944 — Бари Вајт, амерички музичар. (прем. 2003)
- 1951 — Џо Пантолијано, амерички глумац.
- 1957 — Ханс Цимер , немачки композитор филмске музике и музички продуцент.
- 1960 — Петар Лесов, бугарски боксер.
- 1961 — Милен Фармер, француска музичарка, глумица и списатељица.
- 1962 — Дино Мерлин, босанскохерцеговачки музичар.
- 1967 — Луј Си Кеј, америчко-мексички комичар, глумац, писац и режисер.
- 1971 — Јунес ел Ајнауи, марокански тенисер.
- 1973 — Пол Вокер, амерички глумац. (прем. 2013)
- 1974 — Нуно Валенте, португалски фудбалер и фудбалски тренер.
- 1976 — Јоланда Багатељ, словенска атлетичарка.
- 1977 — Никола Малбаша, српски фудбалер.
- 1977 — 2 Chainz, амерички хип хоп музичар.
- 1978 — Елизабета Каналис, италијанска глумица и модел.
- 1980 — Јао Минг, кинески кошаркаш.
- 1981 — Џерел Блесингејм, амерички кошаркаш.
- 1981 — Џенифер Хадсон, америчка глумица и певачица.
- 1982 — Вања Удовичић, српски ватерполиста.
- 1982 — Зоран Планинић, хрватски кошаркаш.
- 1984 — Анастасија Буђић, српски модел.
- 1985 — Давор Штефанек, српски рвач.
- 1986 — Еми Росум, америчка глумица и музичарка
- 1987 — Јарослава Шведова, руско-казахстанска тенисерка.
- 1989 — Рафал Мајка, пољски бициклиста.
- 1989 — Ања Шарановић, српска манекенка.
- 1993 — Александар Цветковић, српски кошаркаш.
- 1994 — Елина Свитолина, украјинска тенисерка.[7]
- 1995 — Василије Пушица, српски кошаркаш.
- 1996 — Јован Маринковић, српски фудбалер.
- 2006 — Николина Лончар

## Смрти
- 1185 — Андроник I Комнин, византијски цар (рођ. отприлике 1120)
- 1733 — Франсоа Купрен, француски композитор и оргуљаш.
- 1819 — Гебхард фон Блихер, пруски фелдмаршал.
- 1874 — Божидар Петрановић, српски историчар.
- 1967 — Владимир Бартол,  словеначки писац, драматик и публициста. (рођ. 1903)[8]
- 1980 — Душан Матић песник, мислилац, преводилац, романсијер, есејиста и прозаиста, један од покретача надреализма у српској књижевности
- 1994 — Том Јуел, амерички глумац. (рођ. 1909)
- 1998 — Азем Хајдари, албански политичар.
- 2004 — Михаило Ћуповић Ћупо, златиборски песник.
- 2012 — Сид Воткинс, енглески неурохирург. Остао је упамћен по томе што је двадесет седам године био на челу здравствене организације које се бавила здрављем свих возача Формуле 1.
- 2020 — Навид Афкари, ирански рвач. (рођ. 1993)

## Празници и дани сећања
- 490. п. н. е. — На источној обали Атике код Маратона Атињани победили десетоструко бројнију војску персијског цара Дарија. У бици погинула 192 грчка војника, а Персијанци имали око 6.000 мртвих. Вест о победи у Атину донео гласник Филипид, претрчавши 40 km, после чега је умро од премора. По том догађају названа најдужа трка у атлетици.